# V385 Andromedae
V385 Andromedae eller HD 220524, är en ensam stjärna belägen i den mellersta delen av stjärnbilden Andromeda. Den har en skenbar magnitud av ca 6,41 och är mycket svagt synlig för blotta ögat där ljusföroreningar ej förekommer. Baserat på parallax enligt Gaia Data Release 3 på ca 2,31 mas beräknas den befinna sig på ett avstånd av ca 1 400 ljusår (ca 540 parsec) från solen. Den rör sig närmare solen med en heliocentrisk radialhastighet av ca -15 km/s. Stjärnans skenbara magnitud varierar med ca 0,1 magnitud.

## Observation

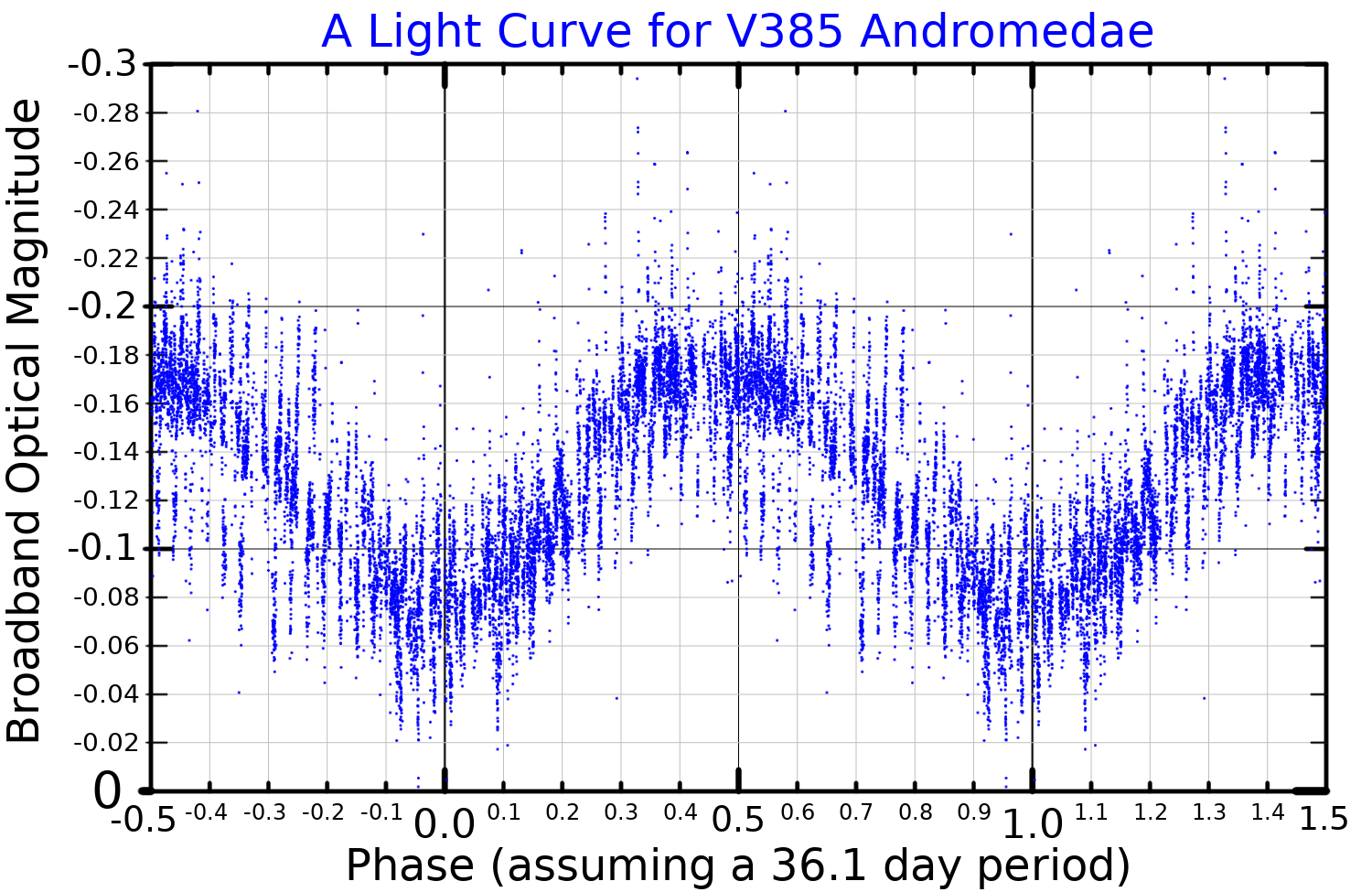
Ljuskurvan i visuella bandet för V385 Andromedae, anpassad från MASCARA-data.

V385 Andromedae identifierades som en långperiodisk variabel år 1999 genom analys av Hipparcos fotometri. Den klassificerades som en långsam irreguljär variabel, men analys av dess ljuskurva identifierade en möjlig 36-dygnsperiod.

## Egenskaper
V385 Andromedae är en röd jättestjärna av spektralklass M0. Den har en radie av ca 113 solradier och utsänder energi från dess fotosfär motsvarande ca 1 840 gånger solen vid en effektiv temperatur av ca 3 600 K.